# Хор (телесериал)
«Хор» (англ. Glee — многоголосная песня гли; в России также известен как «Лузеры») — телесериал с элементами мюзикла, драмы и комедии, транслировавшийся телеканалом Fox в Соединённых Штатах Америки и Канаде. В центре сюжета — школьный хор «Новые направления» (англ. New Directions), созданный в вымышленной средней школе Уильяма Маккинли в Лайме, штат Огайо. Сюжетные линии сериала затрагивают взаимоотношения между хористами, в числе которых восемь главных героев, руководителем хора и по совместительству преподавателем испанского языка, а также властным тренером школьной команды поддержки, которая пытается закрыть хор.
Авторами сериала являются Райан Мерфи, Брэд Фэлчак и Иэн Бреннан. Пилотный эпизод был показан 19 мая 2009 года, сразу после финала шоу American Idol. Второй эпизод вышел 9 сентября 2009 года, а последний эпизод первого сезона — 9 июня 2010 года. Второй сезон транслировался с 21 сентября 2010 по 24 мая 2011 года, третий — с 20 сентября 2011 года по 22 мая 2012 года. Четвёртый сезон показывали с 13 сентября 2012 по 9 мая 2013. Пятый сезон транслировался с 26 сентября 2013 года по 14 мая 2014 года. Подбор актёров проводился на основании уровня вокальных и актёрских способностей ввиду особенностей шоу, которые делают его близким к мюзиклу. Композиции, исполненные в сериале, приобрели популярность. В общей сложности было продано более 42 млн копий синглов и 21 млн альбомов; более 200 выпущенных композиций и синглов занимали места в чарте Billboard Hot 100, что является наивысшим результатом со времён The Beatles и Элвиса Пресли
В начале трансляции сериал получил преимущественно положительные отзывы критиков, был номинирован на девятнадцать премий «Эмми», четыре премии «Золотой глобус», шесть премий «Спутник» и пятьдесят семь других номинаций. «Хор» дважды стал лауреатом премии «Золотой глобус» в категории «Лучший телесериал — комедия или мюзикл» — в 2010 и 2011 годах; в 2010 году актёр Крис Колфер был отмечен в категории «Лучшая мужская роль второго плана — мини-сериал, телесериал или телефильм». Актриса Джейн Линч получила награду «Эмми» как «Лучшая актриса второго плана в комедийном сериале», Нил Патрик Харрис — как «Лучший приглашённый актёр в комедийном сериале», а в 2011 году — Гвинет Пэлтроу как «Лучшая приглашённая актриса в комедийном телесериале».

## Сюжет
Один из главных героев Уилл Шустер, учитель испанского, начинает организовывать хор, занимающийся постановкой мюзиклов. Поначалу коллектив привлекает студентов, подвергающихся издевательствам со стороны одноклассников. Шустер раскручивает хор, и к нему присоединяются другие участники, уже не испытывающие проблем в отношениях со сверстниками. Постепенно становясь командой, хористы обретают уверенность в себе и вырабатывают иммунитет против стереотипной кастовой школьной системы, разделяющей учащихся на «популярных» и «неудачников».

## Актёрский состав и персонажи

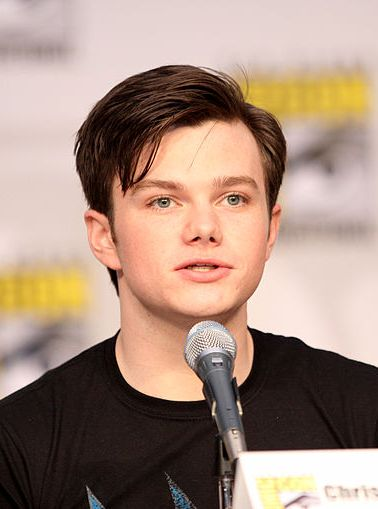
Актёр Крис Колфер исполнил роль гомосексуала-контртенора Курта Хаммела

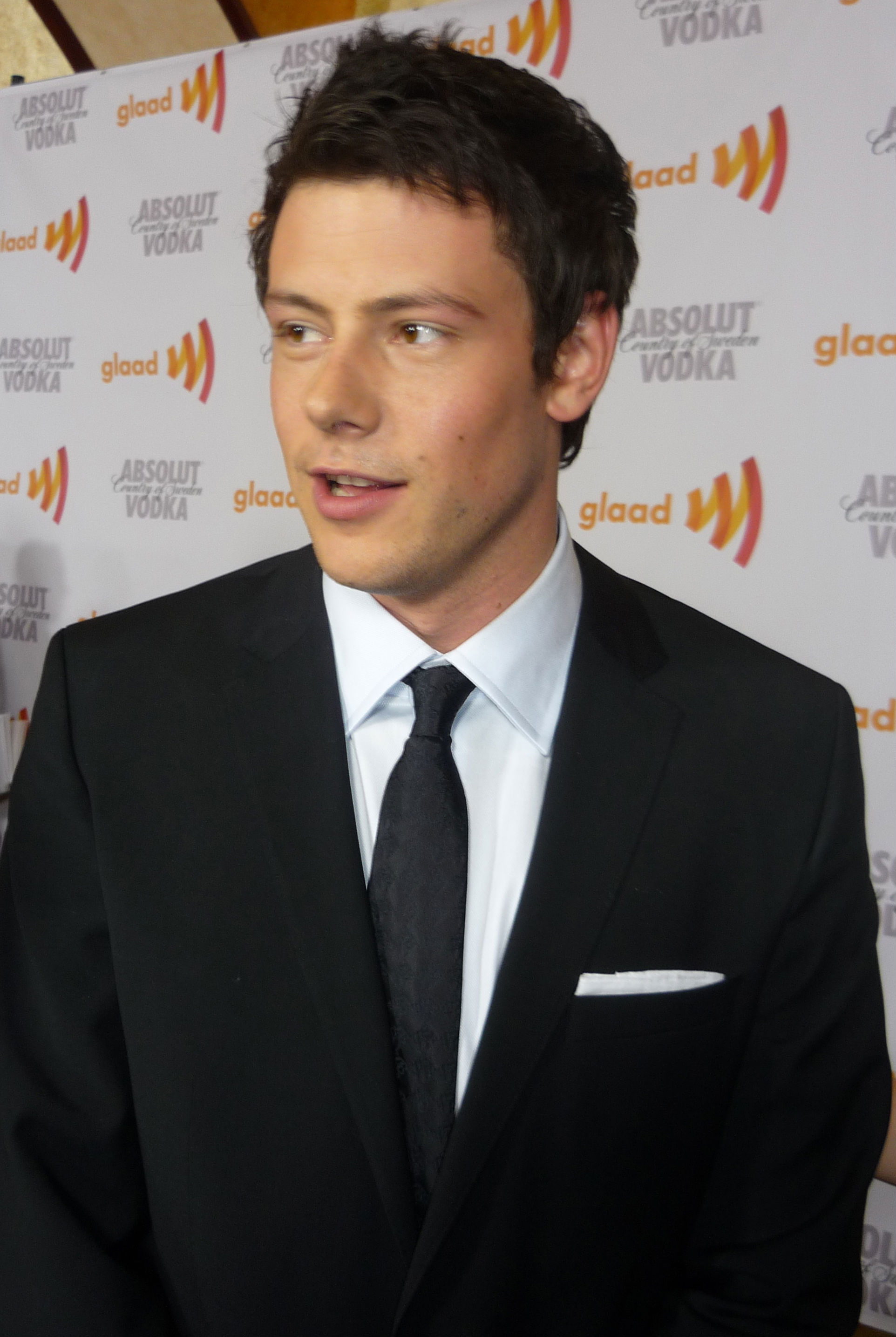
Роль Финна Хадсона досталась Кори Монтейту

Во время кастинга один из создателей сериала Райан Мёрфи искал актёров, в которых могло бы проявиться стремление к исполнению театральных ролей. Вместо традиционных звонков он провёл три месяца, наблюдая за артистами Бродвея, где заметил Мэттью Моррисона, и, впечатлившись его игрой в мюзиклах Hairspray и ''The Light in the Piazza'', предложил ему роль в сериале. Там же Мёрфи нашёл Лию Мишель, которая играла в постановке «Весеннее пробуждение» и Дженну Ашковиц, занятую в мюзикле «Король и я».
Приходившие на обычное прослушивание, помимо демонстрации актёрских навыков, должны были продемонстрировать вокальные и танцевальные номера. Крис Колфер, который ранее не имел профессионального актёрского опыта, прослушивался на роль Арти Абрамса и исполнил композицию «Mr. Cellophane» из бродвейского мюзикла «Чикаго», однако кастинг-директоры были настолько впечатлены его вокальными данными, что персонаж Курт Хаммел был написан специально для него. Актриса Джейма Мейс исполнила во время прослушивания партию «Touch-a, Touch-a, Touch-a, Touch Me» из мюзикла ''The Rocky Horror Show'', а Кори Монтейт через своего агента передал создателям сериала видеозапись, на которой он играет карандашами на импровизированной барабанной установке из контейнеров для еды. Райан Мёрфи оценил видео, однако отметил, что хотел бы услышать вокал Монтейта, так как это один из критериев для получения роли в шоу. Монтейт записал своё исполнение композиции «Can’t Fight This Feeling» американской рок-группы REO Speedwagon, а позже принял участие в «живом» прослушивании в Лос-Анджелесе. Актёр Кевин Макхейл пришёл на кастинг вместе со своей группой, однако из четырёх человек роль получил только Макхейл, что Мёрфи позже объяснил нежеланием брать слишком много актёров одного типажа, так как шоу является разнонаправленным. Актриса Джейн Линч изначально рассматривалась на гостевую роль в сериале, однако пилотный эпизод её совместного с Дэймон Уэйанс сериала для ABC провалился, и Линч заключила контракт на постоянную роль второго плана в «Хоре», однако её персонаж является одним из самых харизматичных в сериале и в нескольких сериях был выдвинут на передний план. В контракте актрисы было указано, что её героиня может рассчитывать на одну из главных ролей в полнометражном фильме по мотивам сериала, однако Мёрфи принял решение отказаться от съёмок художественного фильма и выпустить концертный документальный фильм, который вышел 12 августа 2011 года.

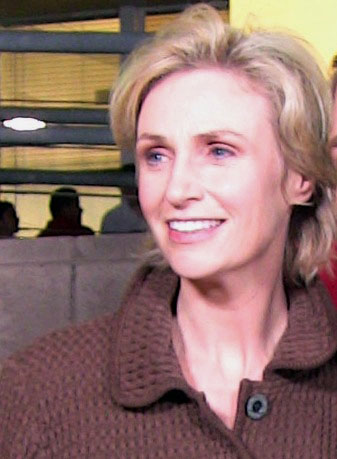
Актриса Джейн Линч сыграла роль тренера команды поддержки Сью Сильвестр

В итоге в объёме «Хора» оказались пятнадцать актёров, получивших постоянные роли. Моррисон получил роль Уилла Шустера — преподавателя испанского языка и по совместительству руководителя школьного хора; Джейн Линч получила персонажа Сью Сильвестр — властного тренера школьной команды поддержки, которая конфликтует с Уиллом Шустером и намеревается закрыть хоровой клуб; Мейс получила роль Эммы Пиллсберри — молодого школьного психолога, страдающей неврозом навязчивых состояний, которая оказывает внимание Уиллу Шустеру; роль супруги Шустера (а позже — бывшей супруги), Терри Шустер, получила Джессалин Гилсиг. Среди хористов роль Рейчел Берри, лидирующей солистки коллектива и мишени для насмешек одноклассников, досталась Лие Мишель, а Монтейт получил роль Финна Хадсона — верхушки школьной социальной иерархии, главного солиста хора и капитана футбольной команды; Эмбер Райли присоединилась к составу в роли Мерседес Джонс — темнокожей ученицы с сильным голосом, которая часто выказывает недовольство по поводу отсутствия у неё сольных партий; Крис Колфер сыграл Курта Хаммела — открытого гея, который терпит унижения со стороны остальных учеников и благодаря своему контртенору иногда исполняет в хоре женские партии; Макхейлу досталась роль Арти Абрамса — ученика с параличом нижних конечностей, передвигающегося в инвалидном кресле; Ашковиц получила роль Тины Коэн-Чанг, американки корейского происхождения, которая притворяется, будто у неё есть дефект речи; Марк Саллинг появился в сериале в качестве Ноя «Пака» Пакермана, напарника Финна по футбольной команде, который позже также присоединяется к хору; Дианна Агрон получила роль Куинн Фабре — капитана команды поддержки и позже одной из хористок; Ная Ривера и Хизер Моррис получили роли второстепенных персонажей Сантаны Лопес и Бриттани Пирс соответственно, которые во втором сезоне были выдвинуты на передний план. Майк О’Мэлли сыграл Барта Хаммела — отца Курта, который во втором сезона также получил постоянную роль.
В третьем сезоне Мёрфи решил выдвинуть на передний план двух персонажей — танцора и певца Майка Чанга, роль которого исполняет Гарри Шам-младший, и бойфренда Курта из академии Далтон Блейна Андерсона, которого играет Даррен Крисс. В июне 2011 года Мёрфи заявил, что по окончании третьего сезона актёрский состав сериала частично сменится, так как по сюжету персонажи должны будут окончить обучение в школе, однако Брэд Фэлчак уточнил, что окончание школьного обучения не означает, что герои покинут сериал. На данный момент точно известно, что Линч и Моррисон появятся в роли своих персонажей и в четвёртом сезоне. В третьем сезоне стало известно, что не все персонажи сериала являются выпускниками и покинут школу после окончания сезона. В частности, в первом и втором эпизодах Арти, Тина и Блейн сообщили, что они на год младше своих коллег по хору.

### Приглашённые звёзды
В сериале периодически принимают участие приглашённые актёры, в том числе деятели музыки, такие как Оливия Ньютон-Джон, Джош Гробан, Бритни Спирс, Ив, а также Вупи Голдберг, Пэрис Хилтон, Линдси Лохан. В заметных ролях появились Нил Патрик Харрис, Гвинет Пэлтроу и Адам Ламберт. Первый сыграл роль Брайана Райана, бывшего однокурсника Шустера, и удостоился за свою роль премии «Эмми»; Пэлтроу появилась в трёх эпизодах и концертном фильме в роли Холли Холлидей — заменяющего учителя и непродолжительного романтического интереса Шустера. Она была удостоена премии «Эмми» в 2011 году; в сериале Пэлтроу исполнила кавер-версии трёх песен, в том числе мэшап «Singing in the Rain / Umbrella» Джина Келли и Рианны соответственно, вместе с актёром Мэттью Моррисоном. В пятом сезоне Адам Ламберт сыграл роль Эллиотта Гилберта, появившись в пяти эпизодах. Он исполнил кавер-версию «Marry The Night» сольно и несколько композиций в компании актёров сериала. В серии «The Rocky Horror Glee Show», посвящённой постановке мюзикла ''The Rocky Horror Show'', приняли участие Мит Лоуф и Барри Броствик, сыгравшие роли в киноадаптации мюзикла 1975 года, а в серии «The Sue Sylvester Shuffle» эпизодическую роль исполнила американская журналистка Кэти Курик. В финальном эпизоде второго сезона, «New York», камео самой себя сыграла американская бродвейская актриса Патти Люпон.
Своё участие в сериале в качестве приглашённых актёров подтвердили Хавьер Бардем, Энн Хэтэуэй, Рики Мартин и Глория Эстефан. Весной 2010 года Райан Мёрфи сообщил, что Хэтэуэй появится в роли тёти-лесбиянки Курта Хаммела, однако с тех пор подробности будущего появления актрисы не уточнялись. Рики Мартин появился в двенадцатом эпизоде третьего сезона в роли учителя испанского языка в школе Маккинли, а латиноамериканская певица Глория Эстефан исполнила роль матери Сантаны Лопес в финальном эпизоде третьего сезона.

## Создание

### Концепция

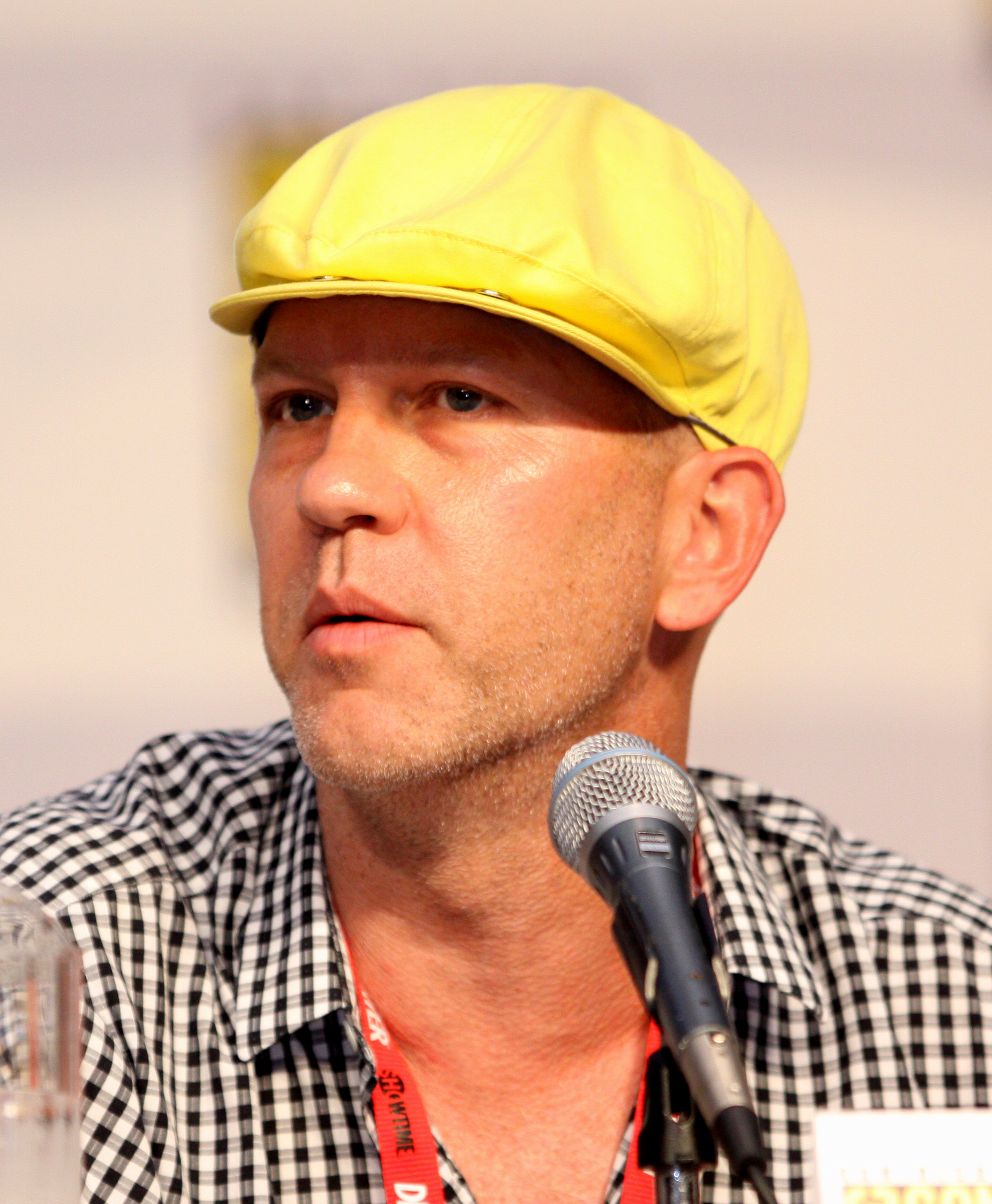
Райан Мёрфи — режиссёр и один из авторов идеи сериала

Идея телесериала родилась у сценариста и режиссёра Иэна Бреннана на основе собственного опыта в качестве члена хорового клуба средней школы Проспект в городе Маунт-Проспект, штат Иллинойс. Изначально Бреннан планировал выпустить «Хор» в качестве фильма, не телесериала, и первый сценарий для него был подготовлен в начале 2005 года, но интерес к проекту не появлялся в течение следующих нескольких лет. Майк Новик, телевизионный продюсер и друг Бреннана, передал копию сценария Райану Мёрфи. Мёрфи, который сам в школе имел отношение к хору, одобрил сценарий и предложил своему другу и коллеге Брэду Фэлчаку начать съёмки телевизионного шоу. Сценарий Бреннана был частично переписан, и уже спустя 15 часов после предоставления его на рассмотрение телеканалу Fox проект был одобрен. Мёрфи прокомментировал концепцию нового сериала, сравнив его с популярным проектом American Idol, который призван заинтересовать зрителей музыкой. Мёрфи и Фэлчак стали продюсерами сериала, а Бреннан вместе с Новиком стали исполнительными продюсерами. Сценарий первых двух сезонов был написан Бреннаном, Фэлчаком и Мёрфи.
Действие телесериала происходит в городе Лайма, штат Огайо. Мёрфи выбрал именно Средний Запад, так как сам вырос в Индиане, и это напоминало ему визиты в детстве в тематический парк Kings Island в Огайо. Хотя действие происходит в Лайме, съёмки сериала проходят в Голливуде, на студии Paramount Studios. Мёрфи рассказал, что никогда не видел фильм «Классный мюзикл», с которым часто сравнивают «Хор», и его интерес как одного из шоураннеров заключался в создании «постмодернистского мюзикла», в некоторой степени схожего с форматом бродвейского «Чикаго». По словам Мёрфи, шоу стало успешным ввиду своего отличия от остальных транслируемых телепередач и сериалов — о адвокатах, полицейских или научной фантастике. Также, по его словам, «Хор» намерен занимать эфир по меньшей мере в течение трёх лет.
Большинство серий написаны и срежиссированы Райаном Мёрфи, Иэном Бреннаном и Брэдом Фэлчаком. В течение первых двух сезонов сценарий эпизодов полностью находился в их ведении, а в качестве режиссёров несколько раз были приглашены Альфонсо Гомес-Реджон, Адам Шенкман, Эрик Штольц, Элоди Кини, Пэрис Барклай, Джосс Уидон и другие. Большую часть материала для Сью Сильвестр пишет Бреннан, для Курта — Райан Мёрфи, а Фэлчаку принадлежат идеи большинства сцен между Куртом и Бартом Хаммелами. Начиная с третьего сезона к команде сценаристов присоединились Элисон Адлер, Марти Нокстон, Майкл Хичкок и другие, а четвёртый эпизод третьего сезона, «Pot of Gold», стал первым эпизодом сериала, выпущенным без участия трио создателей.

### Музыка и хореография
Персонажи сериала исполняют кавер-версии различных песен. По словам Мёрфи, который ответственен за выбор песен, он старается соблюсти баланс между хитами из чартов и оригинальными композициями, сочинёнными специально для шоу: «Я хочу, чтобы в каждом эпизоде было что-нибудь для каждого зрителя. Сбалансировать всё это — очень каверзное, но в то же время важное дело. Выбор песен является неотъемлемой частью развития сюжета. У каждого эпизода есть своя тема. После того, как сюжет написан, я выбираю песни, которые способствуют развитию истории». В интервью 2010 года Крис Колфер отметил: «Пару раз я приходил к Райану Мёрфи и рассказывал ему историю-другую из своей жизни, и после этого он использовал этот материал в шоу. Или он спрашивал меня, какую песню я хотел бы спеть в той или иной ситуации. Не думаю, что кто-то из нас пытается напрямую вносить свой вклад в создание персонажей и истории, но они определённо заимствуют у нас некоторые вещи». Во втором сезоне, в попытке угодить возрастной группе от 18 до 49, наметился сдвиг в сторону более широкого использования песен из списка сорока самых популярных песен чартов США.
Мёрфи был удивлён, как легко звукозаписывающие лейблы разрешили использовать их композиции в шоу, и прокомментировал это: «Мне кажется, дело в том, что им понравилась суть того, что мы делаем. Им понравилось, что это шоу об оптимизме и (по большей части) детях, представляющих то, что стало классикой, новой аудитории». Малая часть исполнителей отказала в разрешении на использование их музыки, среди них: Брайан Адамс, Guns N' Roses и Coldplay. Однако в июне 2010 года Coldplay пересмотрели своё решение и дали «Хору» права на использование своего каталога. Адамс написал в своём аккаунте в Twitter, что продюсеры сериала никогда не спрашивали у него разрешения, и настоятельно посоветовал им «подходить к телефону». Композитор и музыкант Билли Джоэл предложил множество своих песен для использования в шоу, а другие исполнители предложили использовать свои песни бесплатно. Серия альбомов с саундтреком к «Хору» была выпущена лейблом Columbia Records. Песни, присутствующие в шоу, доступны для скачивания посредством iTunes вплоть до двух недель перед выходом новых эпизодов в эфир, а также посредством других цифровых торговых сетей и операторов мобильной связи неделей позже. Музыкальный продюсер сериала Адам Андерс добавил в шоу оригинальную музыку, включая две оригинальных песни «Loser Like Me» и «Get It Right» в эпизоде «Original Song» от 15 марта 2011 года.
Хореографом «Хора» является Зак Вудли, и в каждом эпизоде сериала присутствуют от четырёх до восьми танцевальных номеров. Как только Мёрфи выбирает песню, правовые вопросы с издателями уясняются администраторами, и музыкальный продюсер Адам Андерс аранжирует её для актёрского состава сериала. Проводится предварительная запись, во время которой Вудли разрабатывает сопровождающие танцевальные партии, которые потом разучиваются актёрами и снимаются. После этого происходит студийная запись треков. Процесс начинается за шесть-восемь недель до начала съёмок и может закончиться за день до него. На создание каждого эпизода, по заявлению создателей, уходит по меньшей мере 3 миллиона долларов и до десяти дней съёмки из-за сложной хореографии. В конце 2010 года Блум заявил, что процесс был ещё короче, «всего лишь несколько недель». При создании второго сезона издатели и звукозаписывающие лейблы предложили создателям прослушивать предполагаемые к использованию песни заранее, таким образом, производство начинается ещё до урегулирования правовых вопросов.

### Реклама и продвижение

Примеры промопостеров сериала: первый сезон (слева) и второй сезон (справа)

Перед премьерой второго сезона актёрский состав «Хора» поехал в тур по всей стране, концерты которого проходили в том числе и в нескольких магазинах сети Hot Topic. Актёры пели национальный гимн США на третьей игре Главной лиги бейсбола серии 2009 года. Они также были приглашены компанией Macy's для выступления на ежегодном параде, проводимом компанией в честь Дня благодарения, но телеканал NBC воспрепятствовал этому по причине трансляции «Хора» в конкурирующей сети. Мёрфи отреагировал на это следующим образом: «Я прекрасно понимаю позицию NBC и не могу дождаться, когда же Джей Лено поймёт, какую ошибку он допустил».
Мэттью Моррисон, Джейн Линч, Лиа Мишель, Кори Монтейт и Крис Колфер озвучили своих персонажей — Уилла, Сью, Рейчел, Финна и Курта соответственно в камео-ролях эпизода «Шоу Кливленда», показанного 16 января 2011 года. Мишель, Монтейт и Эмбер Райли появились в премьерном эпизоде двадцать второго сезона «Симпсонов».
Линч, Колфер, Монтейт и Райли приняли участие в церемонии MTV Video Music Awards 12 сентября 2010 года. Когда Дианна Агрон, Лиа Мишель и Кори Монтейт приняли участие в откровенной фотосессии для ноябрьского номера журнала GQ, на шоу посыпался шквал негативной критики от организации PTS (англ. Parents Television Council, рус. Родительский телевизионный совет). Президент PTS Тим Уинтер отметил, что у «Хора» много юных зрителей и, «соглашаясь с такой, почти порнографической, демонстрацией, создатели сериала показали, чего они ожидают от развития шоу. И это не хорошо для семей».
На постерах первого сезона изображены актёры, правой рукой показывающие знак «L», вставленный на место буквы L в слове «glee». На постерах второго сезона актёры, стоящие парами, бросают в камеру замороженный фруктовый коктейль (англ. slushies), который регулярно фигурирует в сериале. В то время, как концертный тур Glee Live! In Concert! начался 15 мая 2010 года и проходил в четырёх городах США, продолжившись до конца месяца, вторая его версия с практически целиком обновленным сэт-листом проходила в течение четырёх недель с 21 мая по 18 июня 2011 на территории США и Канады, а после ещё двенадцать дней продолжалась в Великобритании и Ирландии с 22 июня по 3 июля 2011 года. Также состав сериала выступал в седьмом сезоне британского телешоу The X Factor 5 декабря 2010 года.

#### Glee Live! In Concert!
Намёки на концертный тур появились в микроблогах Twitter нескольких участников в начале 2010 года, однако официальный анонс состоялся только 1 марта 2010 года на канале Fox. Благодаря успеху шоу, весной 2010 года состав отправился в более масштабный тур — Glee Live! In Concert! — после окончания первого сезона, посетив Финикс, Чикаго, Лос-Анджелес и Нью-Йорк и Роусмонт. «Последовала настолько незамедлительная реакция поклонников на наше маленькое шоу, что мы хотели отблагодарить их вживую и лично», — комментирует Райан Мёрфи. Кроме того, артисты записали кавер-версию песни «Last Christmas» дуэта Wham!, которая была выпущена в качестве сингла в конце 2009 года, но не была показана в сериале вплоть до эпизода «A Very Glee Christmas» 10 декабря 2010 года. В качестве «разогрева» вместе с актёрами выступал танцевальный коллектив The LXD, в котором участвует Гарри Шам-младший, в сериале исполнитель роли Майка Чанга. Хореограф Кристофер Скотт, работавший как с основными актёрами, так и с группой танцоров, отметил, что шоу отличалось от сериала большей частью именно из-за сотрудничества с The LXD. Вторая часть тура уже с сет-листом второго сезона и с тремя новыми актёрами — Дарреном Криссом, Кордом Оверстритом и Эшли Финк — стартовала в мае 2011 года и прошла в восемнадцати городах США и трёх городах Европы — Дублине, Манчестере и Лондоне, завершившись в начале июля. Тур получил благоприятные отзывы прессы, а также стал коммерчески успешен: в Северной Америке первую часть тура увидели более 70 000 человек, а сумма, полученная от продажи билетов, превысила $ 5 млн, что поставило Glee Live! In Concert! на девятую строчку в списке «горячих туров» 2010 года журнала Billboard. Общие сборы за 44 выступления составили более $ 45 млн с 99 % проданных билетов.

## Трансляции
Первый сезон сериала состоит из 22 серий. Пилотный эпизод был выпущен в эфир 19 мая 2009 года. Дальнейшая трансляция была продолжена с 9 сентября 2009 года, и сериал выходил в эфир по средам в 21:00 до 9 декабря 2009 года, всего вышло тринадцать эпизодов. 21 сентября 2009 года ещё девять эпизодов первого сезона были заказны Fox, первый из них вышел в эфир 13 апреля 2010 года. Эти эпизоды выходили в эфир по вторникам в 21:00. 11 января 2010 года было объявлено, что Fox утвердили выпуск второго сезона. Его производство началось в июне 2010 года, а показ стартовал 21 сентября 2010 года с выходом серий в эфир в 20:00 по вторникам. Всего второй сезон насчитывает 22 эпизода. Шоу было избрано Fox для заполнения вакантного временного промежутка, следовавшего за трансляцией матча Супербоул XLV в 2011 году. Первоначально было запланировано передвинуть шоу на 21:00 в среду так, чтобы оно шло сразу за обзором Супербоул. Однако позже решение Fox было пересмотрено, и «Хор» продолжил выходить в эфир по вторникам с целью укрепления более слабых эфирных сеток вторника и четверга. Третий сезон был заказан Fox 23 мая 2010. Раннее продление сериала сразу на несколько сезонов вперёд позволило создателям сократить издержки и планировать написание сюжета заранее. Трансляции третьего сезона будут также проходить по вторникам в 20:00.
Хор был приобретён для проката во многих странах по всему миру, в том числе в Австралии, которую артисты посетили с рекламной кампанией перед премьерой сериала в сентябре 2009 года, а также в России, где c 15 сентября 2010 года первый сезон телесериала под названием «Лузеры» был показан на телеканале ТНТ, а в марте 2011 года уже под названием «Хор» был показан повтор 22 серий первого сезона. Второй сезон был показан на ТНТ в новогодние каникулы 2013 года. Третий сезон начнется на ТНТ в ночь с 6 на 7 мая 2014 года. Также шоу транслируется в Канаде. Помимо этого, шоу транслируется в Новой Зеландии и Фиджи; в Южной Африке показ производится посредством прямого вещания эпизода телекомпанией Fox в трансляционный центр M-Net в Йоханнесбурге, а не посредством передачи плёнок. Кроме того, шоу транслируется в Великобритании, Италии — неделей позже показа в США и с итальянским дубляжем — и в Литве. В Ирландии большая часть эпизодов показывается с двадцатичасовой задержкой по сравнению с премьерой в США и, таким образом, является европейской премьерой. Среди стран Азии «Хор» транслируют следующие: Филиппины, Индия, Малайзия, Сингапур, Индонезия и Япония. 2 июля 2011 года шоу начало транслироваться в Бразилии в сети Rede Globo.

## Издания и связанная продукция

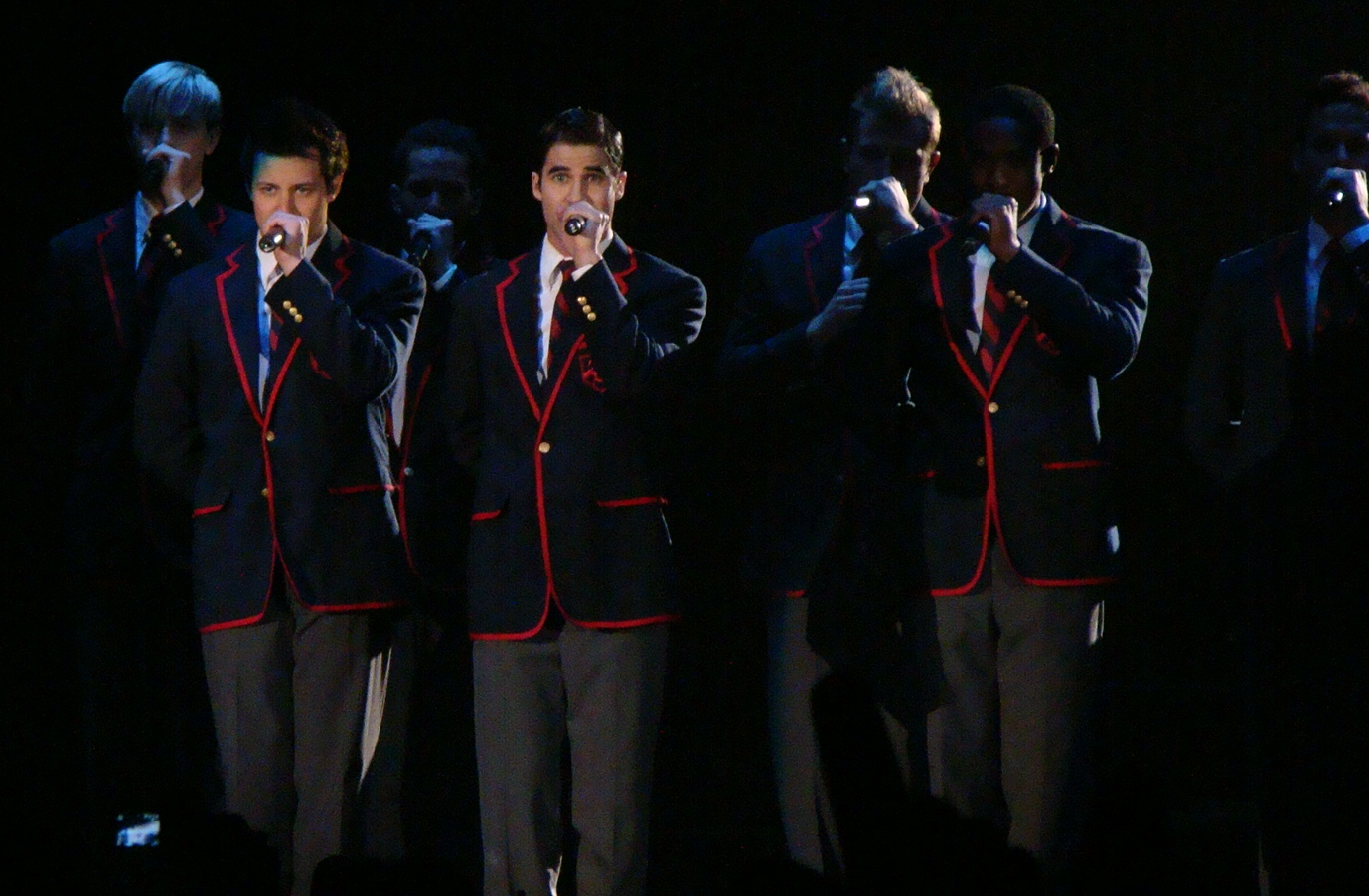
Выступление хора академии Далтон во время Glee Live! In Concert!. Композиции, исполненные ими в сериале, были выпущены в качестве отдельного альбома Glee: The Music Presents the Warblers

В дополнение к первому сезону «Хора» были выпущены три альбома с саундтреками: Glee: The Music, Volume 1, Glee: The Music, Volume 2 и Glee: The Music, Volume 3 Showstoppers. Два мини-альбома (EP) были выпущены вместе с эпизодами «The Power of Madonna» и «Journey to Regionals»: Glee: The Music, The Power of Madonna и Glee: The Music, Journey to Regionals соответственно. Glee: The Music, The Complete Season One, альбом-сборник, включающий в себя все 100 студийных записей первого сезона, был выпущен эксклюзивно посредством iTunes Store. Пять альбомов с саундтреками сопутствовали второму сезону «Хора»: Glee: The Music, The Christmas Album с рождественскими песнями и Glee: The Music, Volume 4, были оба выпущены в ноябре 2010 года; Glee: The Music, Volume 5, Glee: The Music Presents the Warblers и Glee: The Music, Volume 6 были выпущены в 2011 году в марте, апреле и мае соответственно. Мини-альбом, названный Glee: The Music, The Rocky Horror Glee Show, был выпущен вместе с эпизодом «The Rocky Horror Glee Show», приуроченным ко Дню Всех Святых. Компанией Target были выпущены два мини-альбома из шести треков — Glee: The Music, Love Songs вышел в последнюю неделю 2010 года и включал в себя композиции из эпизода «Silly Love Songs», и Glee: The Music, Dance Party выпущенный в сентябре 2011 года. Второй рождественский альбом сериала — Glee: The Music, The Christmas Album Volume 2 — вышел 15 ноября, одиннадцатый альбом под названием Glee: The Music, Volume 7 вышел 6 декабря 2011 года, а двенадцатый Glee: The Music, The Graduation Album — 15 мая 2012 года.
Было выпущено несколько DVD и Blu-ray бокс-сетов «Хора». Glee — Pilot Episode: Director’s Cut включает пилотный выпуск и превью второго эпизода «Showmance». Glee — Volume 1: Road to Sectionals содержит первые тринадцать эпизодов первого сезона, а Glee — Volume 2: Road to Regionals содержит последние девять. Glee — The Complete First Season был выпущен 13 сентября 2010 года. Также был выпущен Glee Season 2: Volume 1.
Издательство Little, Brown Books на данный момент находится в процессе выпуска пяти подростковых романов, связанных с «Хором», которые создаются в сотрудничестве с продюсерами и создателями шоу. Три первых романа были написаны Софией Лоувелл; первый, «Glee: The Beginning», был выпущен в августе 2010 года и является приквелом к событиям телесериала. Последующие романы включают «Glee: Foreign Exchange», выпущенный в феврале 2011, и «Glee: Summer Break», выпущенный в июле 2011. Отдельно от подростковой серии было запланировано, что Сью Сильвестр, персонаж актрисы Джейн Линч, напишет свою автобиографию во втором сезоне; Мёрфи также планировал, что она будет выпущена как настоящая книга и Линч поедет в поддерживающий тур в амплуа Сью. Но книга не упоминалась в сериале на протяжении второго сезона и не была подготовлена к выпуску. 20 Century Fox Consumer Products планируют выпуск линии продуктов, связанной с «Хором», которая будет включать игры, электронику, открытки, одежду и канцелярские принадлежности. Macy's запустили линию одежды, связанную с сериалом, а Claire’s — линию аксессуаров.

## Реакция

### Отзывы критиков
Рейтинг сериала на сайте Metacritic, который выставляет оценки на основе среднего арифметического взвешенного из всех рецензий, составляет 78 баллов из 100 на основе 18 обзоров критиков. Помимо этого, шоу с самого начала было положительно оценено кино- и телевизионными критиками. Джеймс Понивозик, обозреватель издания Time, причислил «Хор» к числу лучших телешоу года. Он отметил, что у сериала были недочёты, но похвалил его амбициозность и «смешное до потери дыхания» выступление Джейн Линч в роли Сью. Лиза Респерс Франс из CNN отметила, что «ведущая к катастрофе» завязка, очарование шоу и его бравурность были достаточными, чтобы привлечь аудиторию. Вслед за пилотным выпуском Алессандра Стенли из The New York Times назвала шоу «к счастью, неоригинальным в остроумном, образном ключе», и нашла персонажей стереотипными, но отметила «сильный саркастический пульс, который не умаляет личностей персонажей и не затмевает актёрского мастерства состава». Девид Хинкли из The Daily News высказался, что шоу «не близко к прекрасному», но «снабжено приятными персонажами, хорошим чувством юмора и искусным влиянием музыки». Эпизод «Wheels» вызвал критику со стороны комитета исполнителей с ограниченными возможностями, по мнению которых избрание здорового актёра на роль ученика-инвалида недопустимо, на что Брэд Фелчак ответил, что несмотря на его понимание жалобы и разочарование защитников людей с ограниченными возможностями, Макхейл обладал талантом, харизмой, а также способностями актёра и певца, необходимыми для этой роли.
После выхода эпизода «Showmance» Родительский телевизионный совет назвал «Хор» «худшим шоу недели», описав его как «взрослый, сексуально ориентированный телесериал, который не подходит для детей». Нэнси Гиббс из Time писала, что знакома с мнением работающего с молодёжью проповедника, который прямо назвал серии «антихристианскими», а также высказалась:
Легко видеть только свою точку зрения, но если обратить внимание на детали... Студенты лгут, они мошенничают, они крадут, они испытывают похоть, надеются получить прибыль с продажи кексов, заставив студентов покупать их во время приступа голода после наркотического опьянения. Выходит, что почти все десять заповедей в тот или иной момент нарушаются, в то время как зрителям предлагается посмеяться над людской глупостью и унижением. Это унижение для детей, полагая, что они будут наблюдать за тем, как герои шоу поступают плохо, и будут считать это санкцией поступать точно также самим. И это происходит в средней школе, то есть речь идёт о путешествии не просто к колледжу или карьере, но к личности и собственным убеждениям, к познанию цены популярности, к вынужденным компромиссам между тем, что мы хотим, и тем, что нам нужно.
Сериал неоднократно подвергался критике со стороны ряда общественных деятелей, которые считают отображение гомосексуальности слишком резким. В частности, после выхода 26 апреля 2011 года эпизода «Born This Way», центральной темой которого стало сексуальное самоопределение нескольких студентов, в интервью для ABC News консервативный критик Дэн Гейнор заявил, что для Райана Мёрфи это было «последней развратной инициативой по продвижению своей гомосексуальной тематики», а также дополнил: «Это взгляд исключительно Райана Мёрфи, а не большей части Америки, на то, как должно проходить взросление. Это школа, в которую большая часть родителей не захочет отдавать своих детей». После эпизода с первым поцелуем Курта Хаммела и Блейна Андерсона, в котором появилась американская актриса и защитница прав ЛГБТ Кэти Гриффин в образе политика «типажа Сары Пэйлин» и участницы Чайной партии, Виктория Джексон, бывшая участница шоу Saturday Night Live и активный деятель консервативного Движения чаепития, высказала свою реакцию в колонке издания WorldNetDaily: «Вы видели серию „Хора“ на этой неделе? Тошнотворно! <…> И кроме того, проталкивая свои гей-вещи в наши глотки, они снова насмехаются над христианами. Интересно, что у них на очереди? Эй, продюсеры „Хора“, что у вас на повестке дня? Никому не нужная толерантность?» — тем самым отметив негативную реакцию на сериал религиозного сообщества. Другой журналист и консерватор, Ларри О’Коннор, отметил, что скорее имеет значение не изображение персонажей-геев как таковых, а «нетерпимость и фанатизм создателей», направленный на развитие этой темы. Религиозное крыло задело также использование композиций певицы Леди Гага, которая сама становится объектом критики; сериал посвятил ей два трибьют-эпизода.
Обозреватель журнала Variety Брайан Лоури критически отозвался о первых эпизодах шоу, подчеркнув развитие сюжета и корень описываемых проблем, а также отметил, что взрослая часть актёрского состава «чрезмерно похожа на шутов, за исключением Джеймы Мэйс». Хотя Лоури похвалил актёрскую игру Криса Колфера и Лии Мишель и отдельные аспекты характеризации, он заявил, что талант шоу был растрачен его же невнятным настроем, а сам сериал стал «шоу-однодневкой». Однако после просмотра половины сезона Лоури написал, что, несмотря на проблемы сериала, его музыкальных номеров и актёров было достаточно, чтобы удержать его у экрана, и, несмотря на эти недочёты, «телеэфир обеднеет с уходом „Хора“».
Джон Дойл из Globe and Mail покритиковал процесс создания сериала, написав, что в то время, как ранние эпизоды было приятно смотреть, успех шоу перетянул внимание от основных персонажей и сюжета в сторону приглашённых знаменитостей и «растерял свой изначальный юмор».
Несколько эпизодов второго сезона стали объектами жалоб правозащитных обществ. В частности, эпизоды «Britney/Brittany», где хористы под воздействием анестезии галлюцинируют образами Бритни Спирс, «Blame It on the Alcohol», где студенты устраивают вечеринку, а Блейн Андерсон после алкогольного опьянения начинает сомневаться в своей сексуальной ориентации, и эпизод «Sexy», где затрагивается вопрос осведомлённости школьников в вопросах сексуального воспитания. Родительским телевизионным советом эпизоды были названы худшими в соответствующей неделе показа из-за их откровенного содержания, а серия «Sexy» также подверглась критике со стороны организации по защите детей Kidscape, которая назвала «совершенно неуместными» шутки о Гари Глиттере. Альянс геев и лесбиянок против диффамации высказались против использования термина «tranny» для обозначения транссексуалов в эпизоде «The Rocky Horror Glee Show», сочтя его оскорбительным. Эпизод «The Substitute» был негативно оценён Национальным альянсом по психическим болезням за некорректное изображение биполярного расстройства. Тем не менее, положительно была оценена сюжетная линия отношений Курта Хаммела и Блейна Андерсона; несколько рецензентов отметили, что «было радостно, наконец, увидеть Курта счастливым».

### Музыка

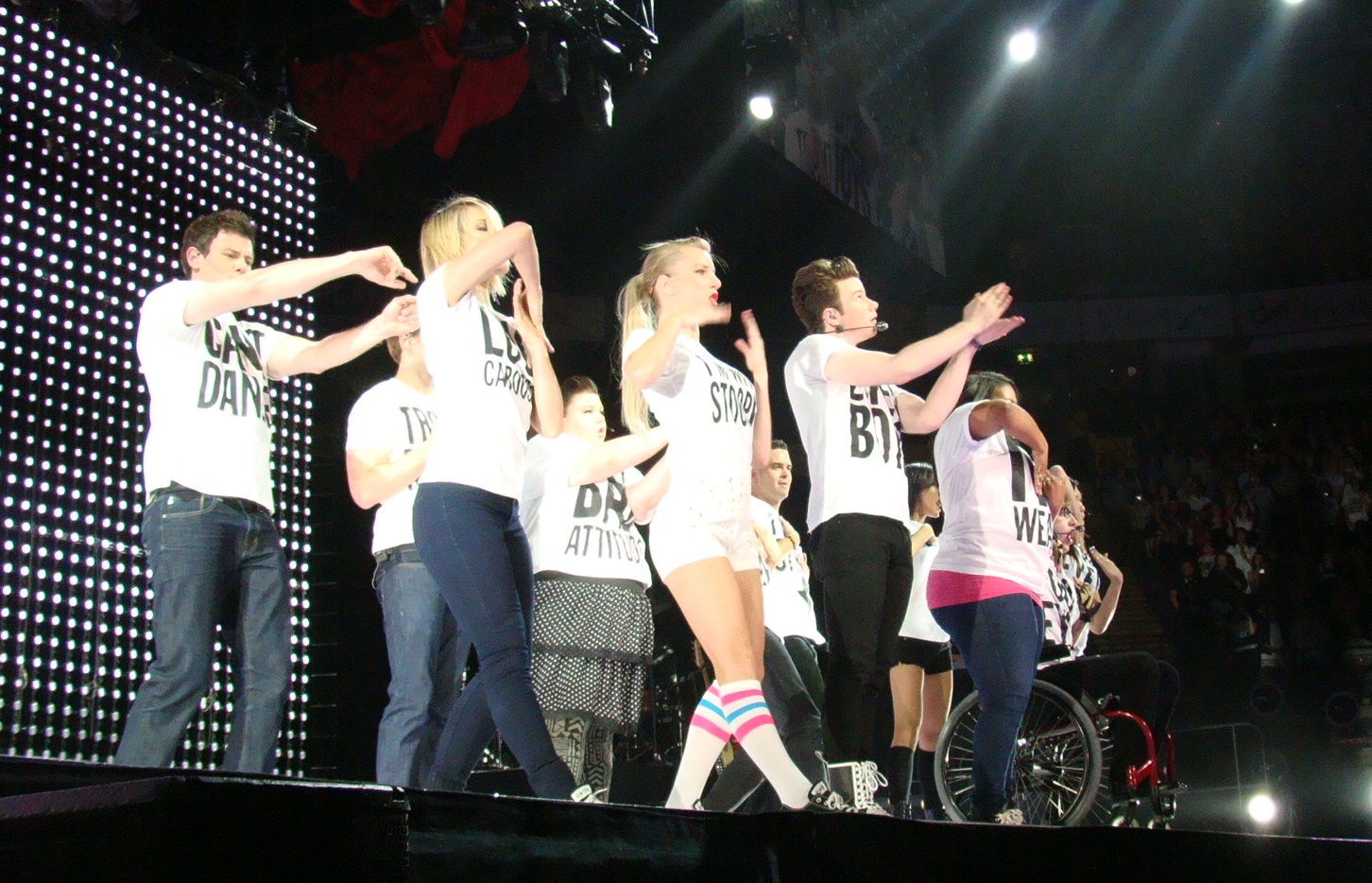
Исполнение кавер-версии композиции «Born This Way» во время тура Glee Live! In Concert!

Всего в сериале было исполнено более 300 кавер-версий и оригинальных песен, из которых в качестве синглов выпущены более 280. Музыкальные номера стали коммерчески успешны: более 42 миллиона копий синглов актёрского состава «Хора» было продано посредством цифровой дистрибуции и более 12 миллионов альбомов куплено по всему миру. В 2009 году 25 синглов артистов шоу попали в Billboard Hot 100, что стало лучшим результатом с тех пор, как в 1964 году там присутствовала 31 песня The Beatles. В 2010, значительно превзойдя предыдущий рекорд, в Billboard Hot 100 попали уже 80 синглов. В феврале 2011 года «Хор» превзошёл Элвиса Пресли как артиста, большая часть песен которого была в чарте Billboard Hot 100, хотя меньше чем одна четвёртая из них продержалась в чарте дольше одной недели . Композиции «Don’t Stop Believin'», исполненной артистами «Хора», был присвоен золотой статус 13 октября 2009 года с общими цифровыми продажами, превысившими 500 000 копий, а 16 марта 2011 — платиновый, когда продажи перевалили за миллион. Кавер-версия песни «Take A Bow» положительно повлияла на продажи оригинальной версии певицы Рианны, повысив их на 189 % после того, как песня была исполнена в эпизоде «Showmance».
Однако со стороны критиков было также и осуждение исполненных актёрами песен. Так, Джон Долан из журнала Rolling Stone отметил, что Мэттью Моррисон «не может вырваться с репетиции 98 Degrees», а Эндрю Лихи с сайта Allmusic выразил мнение, что Кори Монтейт и Дианна Агрон «не могут спеть так же хорошо, как и их коллеги» . Джоал Райан из E! Online критиковал шоу за перепродюсированный саундтрек и, в частности, жаловался на то, что многие песни слишком полагаются на программы коррекции высоты звука, такие как Auto-Tune. «На каждый чересчур краткий момент, когда Лиа Мишель звучит грубо и приятно в „What a Girl Wants“ или когда Монтейт поёт поразительно правдоподобный REO Speedwagon в душе, обязательно есть Мишель и Монтейт, звучащие как Шер девяностых в „No Air“, или Монтейт, звучащий как Монтейт-XRZ-200 на внедушевой версии „Can’t Fight This Feeling“».
Во время второго сезона Роб Шеффилд из Rolling Stone отметил трибьют-эпизоды Бритни Спирс и мюзикла ''The Rocky Horror Show'' как примеры случаев, когда он хвалил «Хор» и выбор музыки для шоу. Он отдал должное Мёрфи за выбор и воскрешение «забытых» поп-песен и сравнил уникальность шоу с «MTV в зените», как воплощение поп-культуры. В третьем сезоне сериал отдал честь Майклу Джексону, выпустив эпизод «Michael», а также поставил собственную версию мюзикла «Вестсайдская история».
Некоторые артисты, включая Slash, Kings of Leon, Red Hot Chili Peppers и Foo Fighters, отказали в использовании своих песен в шоу, что расстроило создателя Райана Мёрфи и даже вызвало словесные выпады в адрес исполнителей, объяснённые тем, что запрет на использование музыки в шоу был, на взгляд Мёрфи, плохим решением.

### Сообщество поклонников
Для обозначения фанатов «Хора» используется слово «gleek» — контаминация слов «glee» (рус. хор) и «geek» (рус. помешанный). После выхода эпизода «Furt» второго сезона, название которого является комбинацией имён Финна и Курта, поклонники по аналогичной схеме начали обозначать любимую пару сериала — Финчел (Финн + Рейчел), Бриттана (Бриттани + Сантана), Клейн (Курт + Блейн) и другие. «Хор» — одно из наиболее часто упоминаемых в сети микроблогов Twitter телевизионных шоу; также телеканал Fox устраивал соревнование «Biggest GLEEK», измеряя связанную с «Хором» активность фанатов в социальных сетях, таких как Facebook и MySpace, и обнаружили, что рост фэндома превзошёл научно-фантастические сериалы канала. Первый мини-тур актёрского состава, прошедший в музыкальных магазинах сети Hot Topic, был назван «The Gleek Tour». Помимо этого, поклонники сериала создали множество музыкальных номеров — трибьютов шоу — и распространяют их посредством YouTube. Следуя этой тенденции, продюсеры шоу включали инструментальные версии некоторых песен в саундтрек к нему.

### Рейтинги
| Сезон | Временной промежуток (США, EST)                                                          | Премьера сезона  | Финал сезона | Телевизионный сезон | Место | Зрители (в миллионах) |
| ----- | ---------------------------------------------------------------------------------------- | ---------------- | ------------ | ------------------- | ----- | --------------------- |
| 1     | среда 21:00 (2009) вторник 21:00 (2010)                                                  | 19 мая 2009      | 8 июня 2010  | 2009—2010           | #33   | 9,77                  |
| 2     | вторник 20:00 (2010—2011) воскресенье 22:38 (6 февраля 2011) вторник 21:00 (24 мая 2011) | 21 сентября 2010 | 24 мая 2011  | 2010—2011           | #43   | 10,112                |
| 3     | вторник 20:00 (2011—2012) вторник 21:00 (22 мая 2012)                                    | 20 сентября 2011 | 22 мая 2012  | 2011-2012           | #56   | 8,71                  |
| 4     | четверг 21:00 (2012—2013)                                                                | 13 сентября 2012 | весна 2013   | 2012-2013           | #50   | 8.26                  |

Пилотный эпизод сериала посмотрели 9,62 млн зрителей, а количество зрителей последующих серий колебалось между 6,10 млн и 7,65 млн, с 8,13 млн в середине сезона. В апреле 2010 года, после возвращения с перерыва, количество просмотревших эпизод достигло на тот момент рекордного для сериала уровня в 13,66 млн, с последующими рейтингами с 11,49 млн по 12,98 млн, падением до 8,99 млн в последнем эпизоде «Funk» и с 11,07 млн по состоянию на финал сезона. В итоге это дало «Хору» высокий рейтинг по состоянию на заключительный эпизод телевизионного сезона 2009—2010 года. При расчёте среднего количества зрителей были учтены только первые двадцать серий, так как последние два вышли уже после подведения итогов. После матча Супербоула 6 февраля 2011 года «Хор» достиг рекордной отметки по количеству зрителей — 39,5 млн человек.

### Награды
«Хор» получил целый ряд наград и номинаций. В 2009 году сериал завоевал пять премий «Спутник»: «Лучший телевизионный сериал — комедия или мюзикл», Мишель и Монтейт стали победителями в категориях «Лучший актёр» и «Лучшая актриса — комедия или мюзикл» соответственно, Джейн Линч выиграла в номинации «Лучшая актриса второго плана», а Кристин Ченовет стала лучшей в категории «Специальная награда лучшему приглашённому актёру в сериале». В 2010 году шоу стало лауреатом премии «Золотой глобус» в категории Лучший телевизионный сериал — комедия или мюзикл, а Моррисон, Мишель и Линч были номинированы как лучшие актёры первого и второго планов. Сериал был номинирован на две награды Гильдии сценаристов США, в категориях «Лучший сериал» и «Лучший новый сериал». Помимо этого, «Хор» стал победителем в категории «Лучший актёрский состав в комедийном телесериале» на 16 церемонии вручения награды Гильдии киноактёров США, а Пэпис Баркли и Райан Мёрфи получили награды за лучшую режиссуру телесериала от Гильдии режиссёров Америки. В июле 2010 года сериал получил 19 номинаций на премию «Эмми», включая категории «Лучший комедийный сериал», «Лучший актёр в комедийном сериале» за игру Моррисона и «Лучшая актриса в комедийном сериале» за игру Мишель, и выиграл четыре из них, включая «Лучшая актриса второго плана в комедийном сериале» за игру Линч и «Лучший приглашённый актёр в комедийном сериале» за игру Нила Патрика Харриса.
В 2010 и 2011 годах сериал был отмечен наградами GLAAD Media Awards в номинации «Лучший комедийный сериал». В январе 2011 года сериал снова стал победителем в категории «Лучший телесериал — комедия или мюзикл» на церемонии вручения наград «Золотой глобус», а актёры Джейн Линч и Крис Колфер получили премии как «Лучшая женская роль второго плана — мини-сериал, телесериал или телефильм» и «Лучшая мужская роль второго плана — мини-сериал, телесериал или телефильм» соответственно. В июле сериал получил 12 номинаций на «Эмми». Актёрский состав «Хора» был приглашён Мишель Обамой в Белый дом для исполнения песен во время традиционного пасхального катания яиц. В сентябре 2011 года Гвинет Пэлтроу за свою роль Холли Холлидей была отмечена премией «Эмми» как «Лучшая приглашённая актриса в комедийном телесериале», обойдя других актрис «Хора» — Дот Джонс, которая сыграла в сериале тренера Шенон Бист, и Кристин Ченовет, сыгравшую Эйприл Роудс. Сериал номинировался в категории «Лучший комедийный сериал», а Крис Колфер — «Лучший актёр второго плана в комедийном телесериале», однако награды не получил.

## Фильм

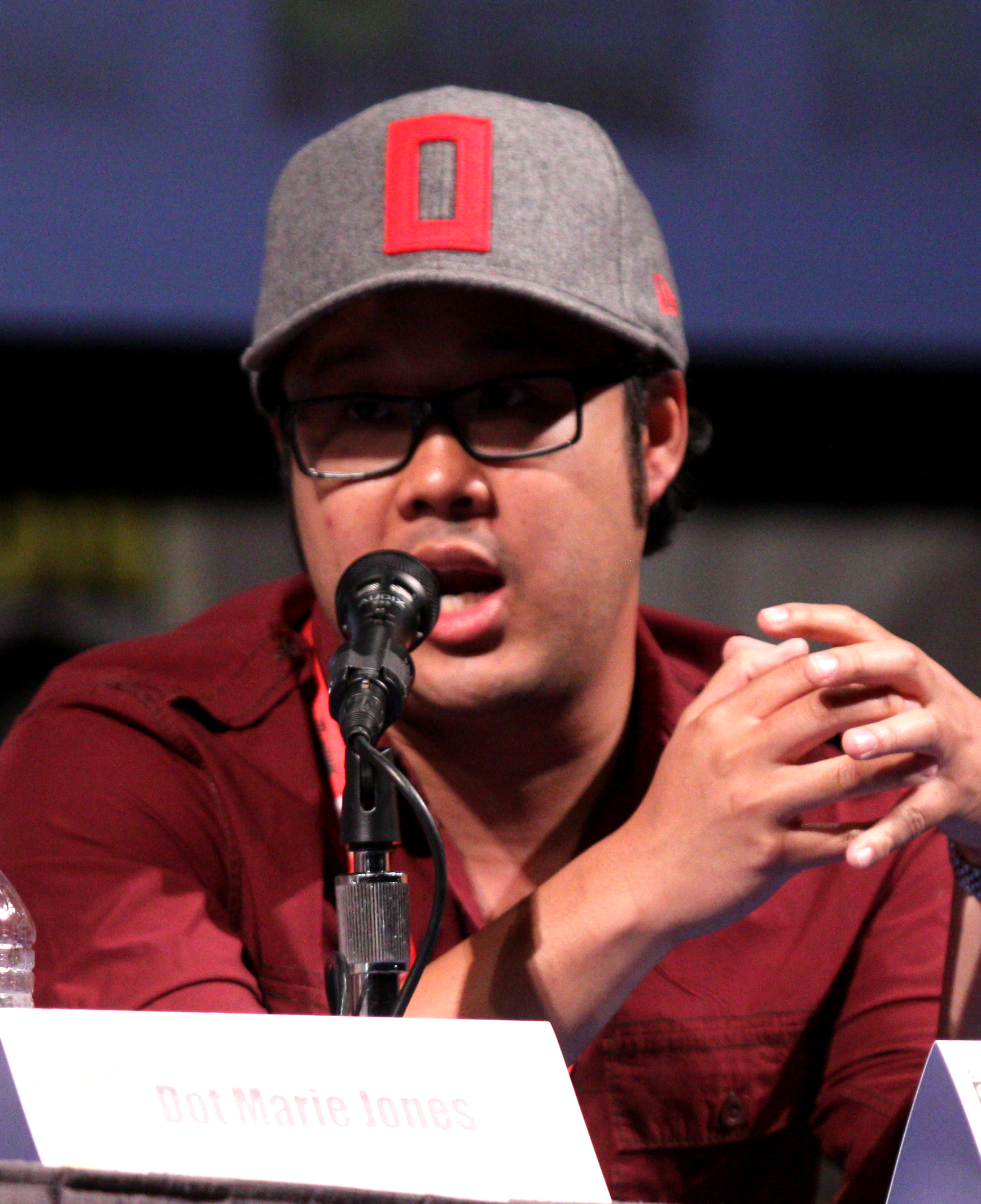
Кевин Танчароен, режиссёр концертного фильма «Хор: Живой концерт в 3D»

Основанный на четырёхнедельном североамериканском туре Glee Live! In Concert!, фильм «Хор: Живой концерт в 3D», где актёры в образах своих персонажей исполнили композиции из сериала, был выпущен в США 12 августа 2011 года. Картина, режиссёром которой стал Кевин Танчароен, помимо выступлений, включает в себя также закулисные съёмки и была доступна в ограниченном прокате в течение двух недель. Фильм показывает 1,5-часовой концерт хористов «Новых горизонтов» в Западном Рутерфорде, Нью-Джерси, где герои выступают с композициями первого и второго сезонов. Помимо выступлений, в фильм включены закадровые моменты, а также съёмки поклонников, показывающие, как сериал влияет на фанатов: гомосексуала, подростка с синдромом Аспергера и участницу команды поддержки, комплексовавшую из-за низкого роста.
Отзывы критиков о картине были смешанными. Сайт Metacritic выставил картине 48 баллов из 100; на сайте Rotten Tomatoes рейтинг фильма составляет 60 % со средней оценкой 5.7/10 на основе 84 рецензий, в которых, в частности, упоминалось, что «у зрителей, незнакомых с сериалом, фильм вызовет недоумение, в то время как поклонники получат именно то, что ожидают». Фильм вышел исключительно в формате 3D в 2040 кинотеатрах по всему миру и в первый выходной заработал $ 5,7 млн, что стало примерно в два раза меньше, чем ожидали создатели. За две недели проката фильм собрал $ 15, 298, 911 при бюджете в $ 9 млн.

## Связанные проекты

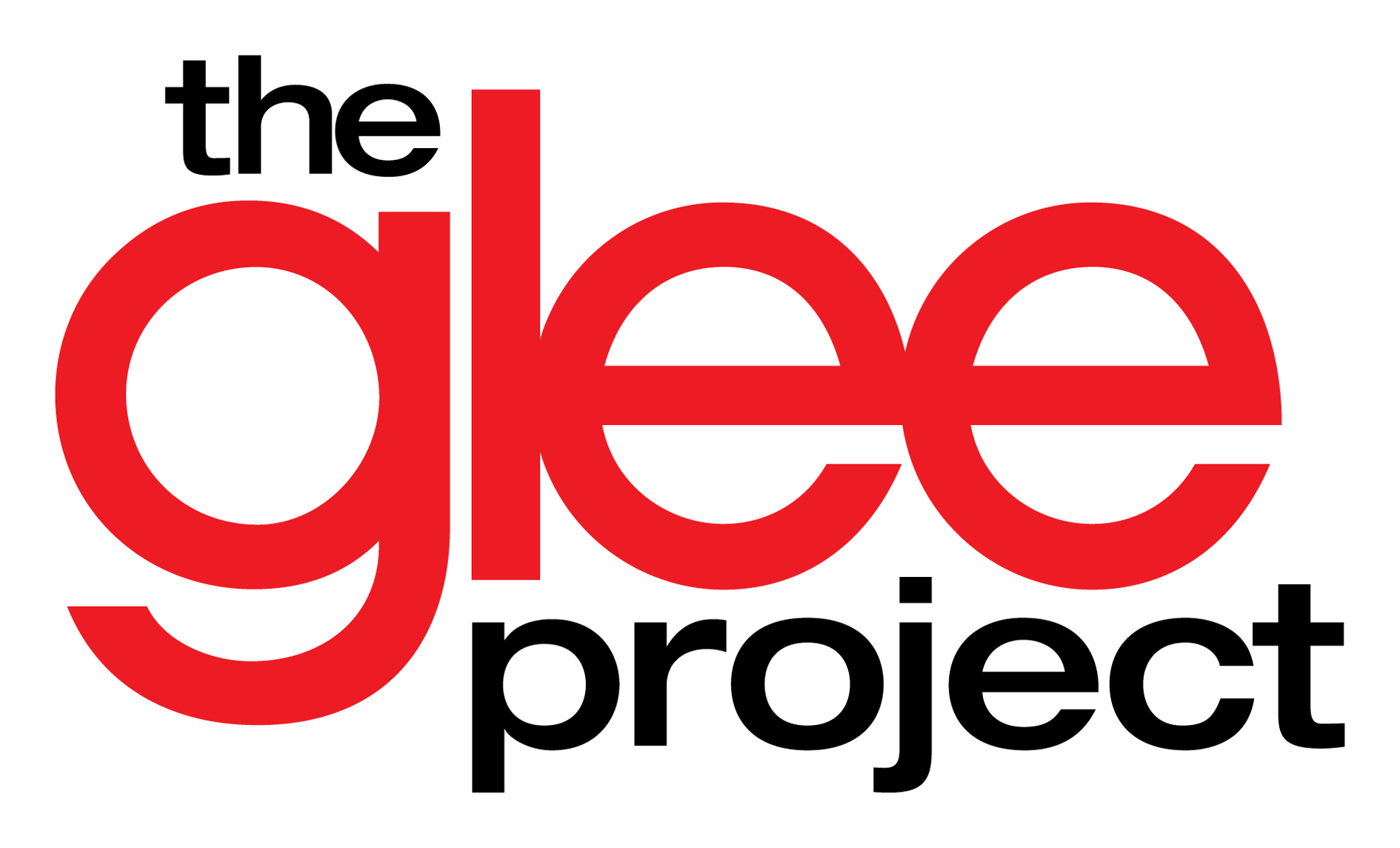
Логотип реалити-шоу The Glee Project

В январе 2010 года было объявлено, что состоится открытое прослушивание на три новые роли, которые появятся во втором сезоне «Хора». Прослушивание было открыто для профессионалов и любителей от 16 до 26 лет и было задумано как особый многосерийный телевизионный проект, который создатели намеревались выпустить в качестве подводящего к премьере второго сезона осенью 2010 года с объявлением новых актёров в первом эпизоде. Мёрфи прокомментировал: «Сейчас у всех и каждого есть шанс попасть в шоу о талантливых неудачниках. Мы хотим быть первой интерактивной музыкальной комедией на телевидении». В июне 2010 года Джозеф Эдэлиен из журнала New York Magazine рассказал, что реалити-шоу не сдвинется с мёртвой точки из-за желания Мёрфи сконцентрироваться на основном сериале и боязни, что сумятица реалити-шоу может нанести вред «Хору». Эдэлиен заявил, что несмотря на это, несколько победителей будут выбраны и приглашены в сериал на по крайней мере один эпизод. В июне 2010 было анонсировано, что телеканал Oxygen будет транслировать реалити-сериал с июня 2011 года, в котором будут исполнители, соревнующиеся за место в «Хоре». Проект получил название The Glee Project и начал транслироваться 12 июня 2011 года, а последний эпизод был показан 21 августа 2011 года. Главный приз — появление в семи эпизодах третьего сезона «Хора» в качестве приглашённого актёра — достался двум участникам, а два других финалиста получили двухэпизодные роли.
7 июня 2010 года британская вещательная телесеть Channel 4 начала показ Gleeful: The Real Show Choirs of America на своём канале E4. Документальный фильм освещал американский феномен шоу-хора, вдохновлённый сериалом «Хор». История, рассказанная телеведущим Ником Гримшоу, ведёт за кулисы настоящих хоровых коллективов и подробно рассказывает о знаменитых выпускниках шоу-хоров, таких как Лэнс Басс, Эштон Кучер, Блейк Лайвли и Энн Хетэуэй. Проект был избран изданием The Guardian и рекомендован к просмотру со следующим комментарием: «Это увлекательный взгляд на реальную жизнь „Новых горизонтов“, и он не отстаёт от своего телевизионного прародителя». Люси Менген отозвалась о фильме положительно, написав: «Он, так или иначе, заставит ваше сердце разорваться», и добавила: «Выходит, что „Хор“ не просто божественно смешной, отполированный кусок эскапизма. Это cinéma vérité». Он был просмотрен 411 000 зрителей, что составляет 2,3 % от общей аудитории сети.
Летом 2010 года Channel 5 в Великобритании выпустил в эфир Don’t Stop Believing — шоу талантов, вдохновлённое успехом «Хора». Шоу включало в себя живые выступления, в которых новые или уже опытные коллективы соревновались друг с другом, исполняя хорошо известные песни в новых аранжировках, а победители определялись путём голосования телезрителей. Подыскивались также сольные исполнители с целью объединения с группами, чтобы представить Великобританию в Американской лиге хоровых клубов. Обозреватель Channel 5, Ричард Вулф, высказался: «Сейчас наблюдается всплеск в среде музыкальных коллективов, и Don’t Stop Believing придётся очень к месту на этой благодатной почве». Ведущей шоу стала Эмма Бантон, которая сказала изданию The Belfast Telegraph, что она «большая фанатка» сериала. Судьями шоу были бывшая актриса британской мыльной оперы EastEnders Темсин Оусвейт, член группы Blue Дункан Джеймс, певица Анастейша и хореограф фильмов серии «Классный мюзикл» Чарльз «Чаки» Клепоу.